# 1285
1285 (MCCLXXXV) je bilo navadno leto, ki se je po julijanskem koledarju začelo na ponedeljek.

## Dogodki

### Aragonska križarska vojna[1]
- 7. januar - Zaradi bolezni umre sicilski kralj Karel Anžujski, ki je tudi sicer bil eden najmočnejših evropskih vladarjev, a mu je politične ambicije prekrižal upor siciljanskih večernic. Umrl je med pripravami na vojno s kraljevino Aragon, ki jih nato nadaljujeta francoski kralj Filip III. Drzni in njegov sin, valoiški grof Karel. V južni Franciji je nastanjena vojska več kot 16.000 vitezov, 17.000 lokostrelcev in 100.000 pešakov.

- - Kraljevino Neapelj[2] nasledi Karel II. Anžujski, ki pa se nahaja v aragonskem ujetništvu. 1288 ↔
- pomlad: francoska invazija na Katalonijo[3]. Po sreditem odporu pade mesto Girona.
- 28. marec - Umre proanžujski papež Martin IV.. Nekaj dni kasneje ga nasledi Honorij IV., 190. papež po seznamu.[4] Honorij IV. prav tako sledi politiki francoskega dvora.
- 28. april - Francoski princ Karel Valoiški se da kronati za novega aragonskega kralja. Ker pa nima aragonske krone, mu papeški legat Jean Cholet posadi na glavo svoj klobuk, zato se novopečenega kralja oprime nehvaležen vzdevek "kralj Klobuka" (fr. roi du chapeau).
- poletje, jesen - Francozi imajo popolno premoč na kopnem, toda v njihov tabor udari huda epidemija griže. Med ostalimi huje zboli tudi kralj Filip III.
- 4. september - Bitka pri Les Formiguesu: ko je za Aragonce že videti vse izgubljeno, aragonsko-sicilski admiral Rogerij iz Laurije v nočni bitki odločujoče porazi francosko-genovsko floto.
- 1. oktober - Bitka pri Col de Panissarsu: aragonski kralj Peter III. prevzame pobudo še na kopnem in popolnoma uniči neurejeno francosko vojsko, ki jo je močno zdesketala epidemija griže. Umik dovoli le hudo bolnemu francoskemu kralju Filipu III. in njegovemu ožjemu spremstvu.
- 5. oktober - V južno francoskem mestu Perpignan umre francoski kralj Filip III. Drzni. Francosko monarhijo in prazno kraljevo zakladnico nasledi njegov sin Filip IV. z vzdevkom Lepi.[5]
- 2. november - Umre aragonski in sicilski kralj Peter III.. Kraljevino Aragon z grofijo Barcelono zapusti prvorojencu Alfonzu III., drugi sin Jakob II. dobi Sicilijo. Oba starejša brata vključita v vladanje še najmlajšega Friderika.
  - Prvi načrt novega aragonskega kralja Alfonza III. je kaznovati strica, kralja Majorke Jakoba II., ki je proti njegovemu očetu Petru III. kolaboriral s Francozi. To leto zavzame Majorko. 1286 ↔

### Mongolski imperij
- Druga mongolska invazija na Vietnam: invazijsko armado vodi Kublajkanov sin Toghan. Vietnamci pod taktičnim vodstvom generala Tran Hung Daa izčrpajo Mongole z gverilsko vojno in taktiko požgane zemlje, jim onemogočijo kopenski umik, nakar jih v pomorskih bitkah premagajo. Poraz razbesni Kublajkana → 1287
- jesen - Zlata horda: druga invazija Mongolov na Ogrsko. Napredovanje zaustavi visoki sneg. Mongolska vojska pod vodstvom Nogaj Kana prezimi v Transilvaniji, kjer se oskrbuje z manjšimi okoliškimi plenitvami. 1286 ↔
- Ilkanat: kan Argun pošlje na Sveti sedež pismo s predlogom za novo skupno križarsko vojno proti muslimanom, predvsem egiptovskim mamelukom. Novi papež Honorij IV., zaposlen z Aragonci, mu ne odgovori.

### Začetek konca Jeruzalemske kraljevine
- 25. april - Egiptovski mameluški sultan Kalavun začne oblegati utrdbo Margat, ki je v lasti reda hospitalcev. Utrdba pade mesec dni kasneje. Kalavun dovoli hospitalcem prost izhod, utrdbo pa ponovno utrdi.
- 20. maj - Umrlega ciprskega in jeruzalemskega kralja Ivana II. Lusignanskega nasledi mlajši brat Henrik II.,
- 24. junij - Nikozija: kronanje Henrika II. za ciprskega kralja.
- 29. julij - Henrik II. med prvimi ukrepi iztrga Akkon iz rok francoskih Anžujcev, ki so po smrti Karla Anžujskega še kar vztrajali v prestolnici Jeruzalemske kraljevine. 1286 ↔

### Ostalo
- 6. januar - Poljski nadškof Jakub Świnka skliče prvo od sinod svoje nadškofije[6], v katerih zaveže svoje klerike, da namesto v nemščini pridigajo v poljščini.
- 7. julij - Nemški kralj Rudolf I. Habsburški ukaže usmrtiti sleparja in nastopača Tileta Kolupa, ki se je izdajal za umrlega rimsko-nemškega cesarja Friderika II. Hohenstaufna. Mnogim nasprotnikom Habsburžanov je namreč ta slepar ugajal.
- 30. julij - Umrlega saškega[7] vojvodo Ivana I. nasledijo njegovi trije sinovi Ivan II., Erik I. in Albert III. skupaj z njihovim stricem Albertom II., ki ima zadnjo besedo.
- 16. avgust - Umrlega savojskega grofa Filipa I. nasledi njegov nečak Amadej V.
- Angleški kralj Edvard I. nadaljuje z reformo zakonodaje. Ti. Westminsterski statut (II) vsebuje podrobneje razdelana pravila dedovanja, nedeljivosti in prenosa posesti De donis conditionalibus.
- Bizantinsko cesarstvo: potem ko je njegov predhodnik Mihael VIII. Paleolog ponovno postavil na noge bizantinsko mornarico, ki jo v jedru tvori 85 vojnih galej, jo aktualni cesar Andronik II. razpusti in sklene novo pogodbo z Genovčani. S tem postane Bizantinsko cesarstvo pomorsko ponovno popolnoma odvisno od (politično muhastih) italijanskih pomorskih republik Genove in Benetk.
- Trapezuntski cesar Ivan II. Veliki Komnen premaga svojo polsestro Teodoro Trapezuntsko, ki se je za kratek čas s pomočjo Gruzijcev polastila oblasti.
- Benečani preženejo Genovčane s Hanie, Kreta.
- Malijsko cesarstvo: umrlega manso Abubakarija I. nasledi Sakura.
- Napisana je viteška pesnitev o Haveloku Dancu (Havelok the Dane).
- Florentinski slikar Cimabue dokonča ikono Maestà di Santa Trinita.
- Verjeten nastanek Herefordskega zemljevida sveta. Dimenizije približno meter in pol upodablja znani stari svet z napol mitičnim obrobjem, v sredini zemljevida je seveda Jeruzalem.

## Rojstva
- 9. marec - cesar Go-Nidžo, 94. japonski cesar († 1308)
- 9. april - Ajurbarvada[8], mongolski veliki kan, kitajski cesar († 1320)
- 24. marec - Al-Nasir Muhamad, mameluški sultan Egipta († 1341)
- 1. maj - Edmund FitzAlan, angleški plemič, 9. grof Arundel († 1326)
- 6. december - Ferdinand IV., kastiljski kralj († 1312)

Neznan datum
- Alexander de Brus, škotski plemič († 1307)
- Baldvin Luksemburški, nemški volilni knez, nadškof Trierja († 1354)
- Elizabeta Habsburška, lotarinška vojvodinja († 1352)
- Ferrer Bassa, katalonski slikar, miniaturist († 1348)
- Marino Faliero, 55. beneški dož († 1355)
- Matteo Silvatico, italijanski botanik in enciklopedist († 1342)
- Rihard iz Campsalla, angleški logik in filozof († 1350)
- Sanča Majorška, neapeljska kraljica († 1345)
- Štefan Dečanski, srbski kralj († 1331)
- Tomaž I. Komnen Dukas, vladar Epirskega despotata († 1318)
- Ziauddin Barani, indijski muslimanski zgodovinar († 1357)

## Smrti
- 7. januar - Karel Anžujski, sicilski kralj (* 1226)
- 28. marec - papež Martin IV. (* 1220)
- 20. maj - Ivan II., jeruzalemski in ciprski kralj (* 1259)
- 7. julij - Tile Kolup, nemški slepar in nastopač
- 30. julij - Ivan I., saksonski vojvoda (* 1249)
- 16. avgust - Filip I., savojski grof (* 1207)
- 22. avgust - Filip Benizi, redovnik, ustanovitelj reda servitov (* 1233)
- 9. september - Kunigunda Galicijska, češka kraljica, regentinja (* 1245)
- 5. oktober - Filip III. Drzni, francoski kralj (* 1245)
- 2. november - Peter III., aragonski in sicilski kralj (* 1240)

Neznan datum
- Abubakari I., vladar Malijskega cesarstva
- Daumantas, litvanski veliki knez
- Meliore di Jacopo, italijanski (toskanski) slikar (* 1255)
- Rutebeuf, francoski truver
- Teodora Trapezuntska, cesarica Trapezunta (* 1253)